# Leonid Bogdanov
Leonid Aleksandrovič Bogdanov (in russo Леонид Александрович Богданов?; 23 giugno 1927 – 12 maggio 2021) è stato uno schermidore sovietico, vincitore di una medaglia di bronzo nella scherma ai giochi olimpici.